# Le Système Poutine
Pour plus de détails, voir Fiche technique et Distribution.
Le Système Poutine est un film documentaire français de Jean-Michel Carré et Jill Emery, monté par Michèle Hollander (Prix du meilleur montage FIGRA 2008). Il traite de la personne de Vladimir Poutine et de son ascension au pouvoir de la fédération de Russie. Vladimir Poutine, président de la fédération de Russie de 2000 à 2008, grand-croix de la Légion d'honneur et personnalité 2007 pour Time magazine, y tient le premier rôle.

## Disponibilité

### Diffusion dans le monde
Ce documentaire de 98 minutes est le résultat de la rencontre de plus d'une centaine de personnes durant trois années. Il a été diffusé en France sur France 2 le 29 novembre 2007 et le 5 mai 2011.
Le Système Poutine est apparu sur de nombreuses télévisions de par le monde et a été vendu dans plus de trente-cinq pays.
- Sociétés de production : NDR et LRT avec la participation de France 2
- Sociétés de diffusion : Radio Canada, SVT, RTBF, SBS, TSR, CTV, ETV, IBA
- Avec le soutien du Programme Media plus de la Communauté européenne
- Avec la participation du CNC, de la région d'Île-de-France et la Procirep-Angoa

## Présentation

### Synopsis
Lorsqu’en 1999 Vladimir Poutine est nommé premier ministre par Boris Eltsine, il est totalement inconnu du grand public. Poutine entré à 23 ans par conviction au KGB est élu président de la Russie en 2000 avec 52 % des voix et parvient même à faire de sa réélection en 2004 un véritable plébiscite.
La question que tout le monde est en droit de se poser est qui est Vladimir Poutine, qui est cet homme qui est à la tête d’un pays en plein réarmement et qui contrôle plus de 30 % de l'approvisionnement en gaz de l'Europe avec Gazprom ? De quelle manière entend-il peser sur le nouvel échiquier géopolitique mondial.
Produit du KGB, Vladimir Poutine a atteint le pouvoir en toute discrétion. Arbitre suprême au Kremlin, il a construit son ascension patiemment, et a orchestré avec méthode et conviction un nouveau système qu’il veut être celui de la nouvelle « Grande Russie ». Un système complexe qui a des conséquences parfois dramatiques comme pour la guerre en Tchétchénie, les manipulations du pouvoir en Ukraine, l’étouffement de l’opposition politique, la forme de privatisation de l’État sur fond de libéralisme économique et la maitrise parfaite des outils de communication. Cette dernière condition indispensable au contrôle du peuple, il l’a parfaitement comprise et fait qu’il est véritablement adulé par son peuple comme le montrent les sondages.
Selon les auteurs du film, de sa formation au KGB en Allemagne de l’Est où il a pu se tisser un réseau et une expérience solide avec des industriels en passant par l’obscurité des officines de Saint-Pétersbourg et par les intimidations incessantes au sommet du G8, ce sont 30 années d’histoire chaotique de la Russie que décrypte ce thriller politique. Une enquête d’investigation de Jean-Michel Carré agrémentée d'une quarantaine de témoignages d’agents du KGB, d’anciens collaborateurs, professeurs, amis d'enfance de Poutine, d’économistes et historiens, en passant par la petite-fille de Khrouchtchev, l’oligarque Boris Berezovski en exil à Londres et l’ancien champion du monde d’échec Garry Kasparov.

### Origines
Jean-Michel Carré se trouvait en Russie fin 1999 pour un travail sur une fiction. C'est à cette époque qu'il vécut l'arrivée de Vladimir Poutine au poste de Premier ministre, les attentats à Moscou et le début de la deuxième guerre de Tchétchénie. Dès lors, il a eu une impression sur ce personnage qu'il n'était pas un simple premier ministre, qu'il était différent. Lors du second drame du Koursk, 100 jours après son élection à la présidence, il se trouve encore en Russie, et en voyant cette affaire extrêmement trouble, les contradictions et les mensonges flagrants, cela lui donne l'envie de faire un film sur Poutine. Au début, il pensait y intégrer simplement l'affaire du Koursk, mais en poursuivant son investigation il s'est rendu compte qu'il s'agissait d'une véritable affaire d'État. Le documentaire qu'il a alors réalisé en collaboration avec Jill Emery et intitulé Koursk, un sous marin en eaux troubles en 2005 constituait plutôt une introduction au Système Poutine or c'est lors de son second mandat (2004) qu'on le voit évoluer dans le système qu'il a mis en place.

### Réalisation
La structure du film est essentiellement celle d'un film documentaire.
La mise en scène du film s'appuie sur des images qui rappellent le totalitarisme soviétique. Plusieurs séquences utilisées proviennent des films de propagande des Nachi, le mouvement des jeunesses poutiniennes. Les musiques sont signées Benoît Jarlan & Marc Tomasi.

### Réactions des autorités russes
Lors de la diffusion du film par la chaîne belge RTBF, l’ambassade de Russie a protesté comparant l'émission à la « propagande de mauvaise qualité qui reproduit les pires exemples de l’époque de la guerre froide » la traitant de « calomnie ».

### Critiques
La seule petite faiblesse du film est de laisser croire au public que cette puissance est sans faille, alors que le vertige pétrolier russe cache en réalité un géant aux pieds d’argile. Dans l’ensemble, le trait est un peu caricatural, mais il est vrai que la réalité dépasse souvent la fiction. 

### Liste des intervenants du film
- Alexandre Beliaïev, économiste, ex-conseiller municipal de Saint-Pétersbourg
- Boris Berezovski, oligarque exilé à Londres
- Mikhaïl Birk, philosophe, auteur de la Lettre au président
- Viktor Borissenko, professeur, ami d’enfance de Vladimir Poutine
- Vladimir Boukovski, ancien dissident soviétique exilé en Angleterre
- Zbigniew Brzeziński, ancien conseiller à la sécurité nationale
- Steven Dachevski, banquier, expert en énergie (Ukraine)
- Vitaly Davij, journaliste, expert en énergie (Ukraine)
- Sergueï Dorenko, ancien journaliste, vedette de la télévision de Berezovski
- Youri Felshtinski, historien, écrivain, vivant aux États-Unis
- Youri Samodourov, directeur de la Fondation Sakharov
- Stephen Sestanovitch, conseiller aux Affaires étrangères, États-Unis
- Lilia Chevtsova, politologue au Carnegie Center de Moscou
- Youri Skouratov, ex-procureur général de Russie
- Naroussova Sobtchak, présidente de la Fondation Sobtchak, sénatrice
- Anatoli Tchoubaïs, ancien ministre du gouvernement russe, président RAO Électricité russe
- Robinson Westconseiller énergie de George W. Bush, président de PFC Energy
- Vassili Iakimenko, dirigeant des jeunesses pro-Poutine Nachi
- Grigori Iavlinski, chef du parti Iabloko
- Akhmed Zakaïev, ancien ministre du gouvernement islamiste indépendantiste tchétchène, vivant à Londres